# Miss Minas Gerais 2015
Miss Minas Gerais 2015 foi a 58ª edição do tradicional concurso de beleza feminino que teve como objetivo selecionar, dentre vários municípios do Estado, a melhor candidata mineira no certame nacional de Miss Brasil 2015. O evento prisma pela beleza e responsabilidade social. Contou com a participação de vinte candidatas representando seus respectivos municípios na final gravada pela Band Minas dentro do Espaço Domus, em Nova Lima. Artistas como o grupo italiano Double You e a cantora Ester Campos foram as atrações principais. Karen Porfiro, vencedora da edição do ano passado, coroou sua sucessora ao título no final da competição.

## Resultados

### Colocações

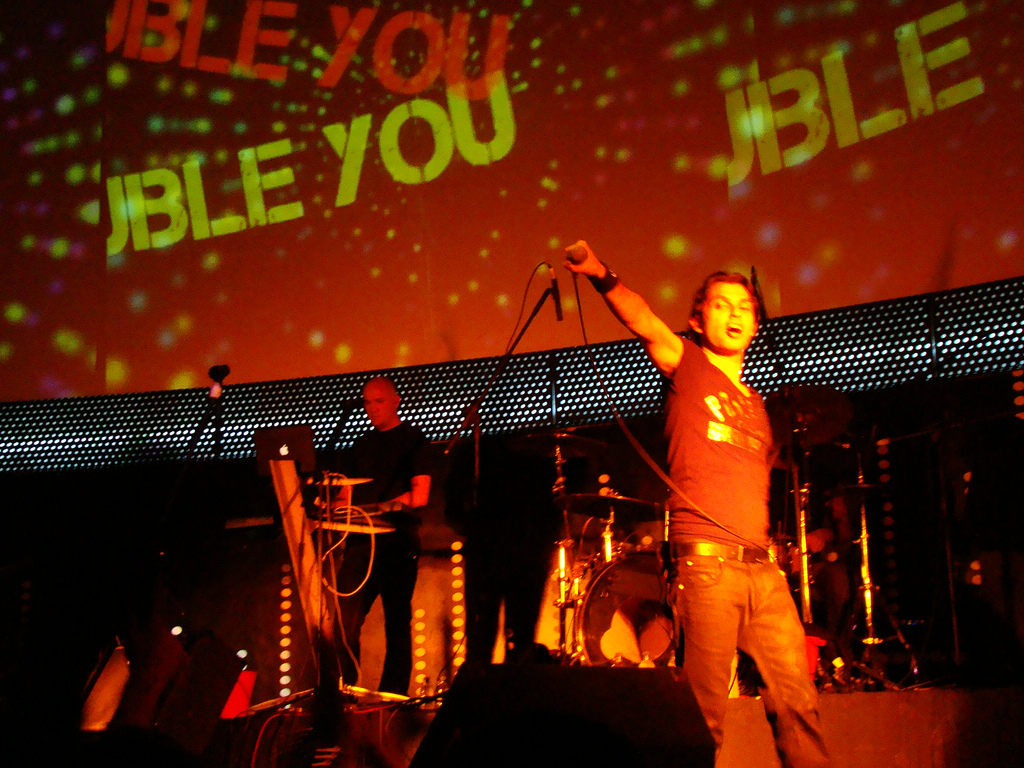
O grupo italiano Double You foi umas das atrações principais do evento.
| Posição                 | Município e Candidata |
| Miss Minas Gerais       | - Ubá - Stéfhanie Zanelli |
| 2º. Lugar               | - Diamantina - Carol Vasconcelos |
| 3º. Lugar               | - Pirapora - Telma Vieira |
| 4º. Lugar               | - Belo Horizonte - Isabelle Magalhães |
| 5º. Lugar               | - Divinópolis - Bruna Gomides |
| (TOP 10) Semifinalistas | - Conceição - Thuany Martins - Juiz de Fora - Larissa Chehuen - Lagoa Santa - Paola Elisa - Paracatu - Ana Carolina Miranda - Pouso Alegre - Luana Oliveira |

### Ordem dos Anúncios
| 1. Belo Horizonte 2. Pirapora 3. Ubá 4. Diamantina 5. Pouso Alegre 6. Conceição das Alagoas 7. Divinópolis 8. Juiz de Fora 9. Lagoa Santa 10. Paracatú | 1. Pirapora 2. Divinópolis 3. Diamantina 4. Ubá 5. Belo Horizonte |  |  |

## Candidatas
As aspirantes ao título deste ano:
| - Belo Horizonte - Isabelle Magalhães - Conceição das Alagoas - Thuany Martins - Contagem - Luma Paranhos - Cel Fabriciano - Fernanda Fialho - Cristais - Mariana Gambogi - Curvelo - Jéssica Fernandes - Diamantina - Carol Vasconcelos - Divinópolis - Bruna Gomides - Juiz de Fora - Larissa Chehuen - Lagoa Formosa - Mariany Matos | - Lagoa Santa - Paola Elisa - Montes Claros - Luiza Viana - Nova Lima - Estefânia Custódio - Paracatu - Ana Carolina Miranda - Pirapora - Telma Vieira - Poços de Caldas - Marcella Dorgam - Pouso Alegre - Luana Oliveira - Sete Lagoas - Paula Vieira - Três Pontas - Gabriela Vilela - Ubá - Stéfhanie Zanelli |

## Crossovers
| Miss Minas Gerais - 2013: Cristais - Mariana Gambogi - (Representando o município de Cristais) - 2014: Belo Horizonte - Isabelle Magalhães (Top 10) - (Representando o município de Sabinópolis) - 2014: Ubá - Stéfhanie Zanelli (Seletiva) - (Sem nenhuma representação específica.) Miss Terra Minas Gerais - 2014: Divinópolis - Bruna Gomides (Vencedora) - (Representando o município de Divinópolis) Miss Minas Gerais Globo - 2014: Três Pontas - Gabriela Vilela (Vencedora) - (Representando o município de Três Pontas) Miss Universitária - 2015: Juiz de Fora - Larissa Chehuen (Vencedora) - (Representando o município de Juiz de Fora) | Miss Brasil Globo - 2014: Três Pontas - Gabriela Vilela - (Representando o Estado de Minas Gerais) Miss Brasil Tur - 2014: Três Pontas - Gabriela Vilela (2º. Lugar) - (Representando o Estado de Minas Gerais) Rainha do Feijão - 2014: Lagoa Formosa - Mariany Matos (Vencedora) - (Representando o município de Lagoa Formosa) |